# Olympische Winterspiele 1998/Teilnehmer (Russland)
| Gelbes Symbol für Goldmedaillen mit stilisierten Olympischen Ringen | Graues Symbol für Silbermedaillen mit stilisierten Olympischen Ringen | Braundes Symbol für Bronzemedaillen mit stilisierten Olympischen Ringen |
| ------------------------------------------------------------------- | --------------------------------------------------------------------- | ----------------------------------------------------------------------- |
| 9                                                                   | 6                                                                     | 3                                                                       |

Russland nahm an den Olympischen Winterspielen 1998 in Nagano mit einer Delegation von 122 Athleten teil. Fahnenträger bei der Eröffnungsfeier war der Skilangläufer Alexei Prokurorow.

## Teilnehmer nach Sportarten

### Biathlon
Damen
- Albina Achatowa
- Galina Kuklewa
- Olga Melnik
- Olga Romasko
- Anna Wolkowa

Herren
- Wladimir Dratschow
- Alexei Kobelew
- Wiktor Maigurow
- Pawel Muslimow
- Sergei Tarassow
- Pawel Wawilow

### Bob
- Jewgeni Popow
- Pawel Schtscheglowski
- Konstantin Djomin
- Oleg Petrow
- Alexei Seliwerstow
- Wladislaw Possedkin

### Eishockey
Torhüter:
- Oleg Schewzow
- Michail Schtalenkow
- Andrei Trefilow

Verteidiger:
- Boris Mironow
- Dmitri Juschkewitsch
- Alexei Gussarow
- Darius Kasparaitis
- Dmitri Mironow
- Igor Krawtschuk
- Alexei Schitnik
- Sergei Gontschar

Stürmer:
- Sergei Nemtschinow
- Sergei Kriwokrassow
- Pawel Bure
- Waleri Kamenski
- German Titow
- Alexei Jaschin
- Waleri Bure
- Alexei Morosow
- Waleri Selepukin
- Alexei Schamnow
- Andrei Kowalenko
- Sergei Fjodorow

### Eiskunstlauf
Damen
- Marija Butyrskaja, 4. Platz
- Irina Sluzkaja, 5. Platz
- Jelena Sokolowa, 7. Platz

Herren
- Alexei Jagudin, 5. Platz
- Ilja Kulik, Olympiasieger

Paarlauf
- Oxana Kasakowa / Artur Dmitrijew, Olympiasieger
- Jelena Bereschnaja / Anton Sicharulidse, 2. Platz
- Marina Jelzowa / Andrei Buschkow, 7. Platz

Eistanz
- Oxana Grischtschuk / Jewgeni Platow, Olympiasieger
- Anschelika Krylowa / Oleg Owsjannikow, 2. Platz
- Irina Lobatschowa / Ilja Awerbuch, 5. Platz

### Eisschnelllauf
Damen
- Warwara Baryschewa
- Swetlana Baschanowa
- Tatjana Danschina
- Natalja Poloskowa
- Oksana Rawilowa
- Anna Saweljewa
- Swetlana Schurowa
- Tatjana Trapesnikowa
- Swetlana Wyssokowa

Herren
- Andrei Anufrijenko
- Alexander Golubew
- Alexander Kibalko
- Sergei Klewtschenja
- Juri Kochanez
- Andrei Kriwoschejew
- Wadim Sajutin
- Sergei Saweljew
- Dmitri Schepel

### Freestyle-Skiing
Damen
- Ljudmila Dymtschenko
- Jelena Koroljowa
- Natalja Orechowa
- Nadeschda Radowitskaja
- Jelena Worona

Herren
- Witali Gluschtschenko
- Andrei Iwanow
- Alexander Michailow
- Jewgeni Sennikow

### Rennrodeln
Damen
- Irina Gubkina
- Margarita Klimenko

Herren
- Semjon Kolobajew
- Danil Tschaban
- Wiktor Kneib
- Albert Demtschenko
- Alexander Subkow

### Shorttrack
Damen
- Marina Pylajewa
- Jelena Tichanina

### Ski Alpin
Damen
- Olesja Alijewa
- Swetlana Gladyschewa
- Anna Larionowa
- Jekaterina Nesterenko
- Warwara Selenskaja

Herren
- Wassili Bessmelnizyn
- Andrei Filitschkin

### Ski nordisch
Damen
- Olga Danilowa
- Nina Gawriljuk
- Larissa Lasutina
- Swetlana Nageikina
- Julija Tschepalowa
- Jelena Välbe

Herren
- Alexander Krawtschenko
- Sergei Krjanin
- Wladimir Legotin
- Grigori Menschenin
- Andrei Nutrichin
- Maxim Pitschugin
- Alexei Prokurorow
- Sergei Tschepikow

Nordische Kombination
- Alexei Fadejew
- Wladimir Lyssenin
- Dmitri Sinizyn
- Waleri Stoljarow
- Denis Tischagin

Skispringen
- Artur Chamidullin
- Waleri Kobelew
- Nikolai Petruschin
- Alexander Wolkow